# 전웅
전웅(1997년 10월 15일~)은 대한민국의 가수이다. 대한민국의 보이 그룹 AB6IX의 일원으로, 메인보컬과 리드댄서를 맡고 있다.

## 학력
- 대전대성중학교 (졸업)
- 한림연예예술고등학교 실용무용과 (졸업)
- 국제사이버대학교 엔터테인먼트학과 (재학)